# Museu de Valladolid
El Museu de Valladolid és un museu d'història que es troba a Valladolid. Va ser creat com a Museu Provincial d'Antiguitats l'any 1879. Des de finals dels anys 1960, la seva seu s'ubica al Palau de Fabio Nelli. La col·lecció del museu es distribueix en dues seccions: Arqueologia (10 sales) i Belles Arts (8 sales).
La secció d'Arqueologia mostra una seqüència cronològica completa de peces de la província val·lisoletana des del Paleolític fins a l'edat mitjana. A la secció de Belles Arts s'ofereixen pintures dels segles xv i xvi, tapissos flamencs, orfebreria, del segle xvii, ceràmica popular espanyola, escultura i un petit apartat dedicat a la història de la ciutat.

## Història
El Museu de Valladolid té l'origen en la Galeria Arqueològica establerta el 1875 al Museu de Belles Arts de Valladolid, que estava situat al Col·legi de Santa Creu de la mateixa ciutat. Aquesta Galeria va ser convertida el 1879 en Museu Provincial d'Antiguitats.
El 1940, i convertit ja en Museu Arqueològic de Valladolid, veuria renovar les seves instal·lacions alhora que s'incorporava a la Universitat com a servei docent d'aquesta institució.
El 1968 el Museu es trasllada a la seva seu actual, l'edifici renaixentista del Palau de Fabio Nelli. El 1987 l'Estat transfereix la seva gestió a la comunitat autònoma de Castella i Lleó, que decideix canviar el seu nom, passant a anomenar-se Museu de Valladolid. En l'actualitat aquest Museu és el dipositari de tots els materials exhumats en les intervencions arqueològiques de la província.